# Leo Carle
Leo Carle ( Sydney, 1980. május 6. –) ausztrál labdarúgó. Jelenleg a másodosztályú Blacktown City Demons játékosa.

## Külső hivatkozások
- playerhistory.com
- soccernet.espn.go.com Archiválva 2006. május 9-i dátummal a Wayback Machine-ben